# 工人斗争 (克罗地亚)
工人斗争（克罗地亚语：Radnička borba）是克罗地亚的一个托洛茨基主义组织。2007年8月，该组织成立于萨格勒布。该组织深受列夫·托洛茨基、罗莎·卢森堡、安东尼奥·葛兰西等人的政治思想影响。该组织在克罗地亚社会主义工人党内部开展活动。该组织是第四国际的常驻观察员。该组织曾派代表出席欧洲反资本主义左翼的会议。